# Theodor Hindenburg
Georg Theodor Hindenburg, född den 10 mars 1836, död den 2 mars 1919 i Köpenhamn, var en dansk jurist, bror till Arthur Hindenburg.
Hindenburg blev 1861 jur.kand. och 1876 assessor i kriminalrätten samt var 1881-1906 assessor i landsöverrätten. Han utarbetade en mycket använd och väl ansedd juridisk formulärbok (1880). Åren 1883-1891 var Hindenburg ivrigt verksam för Høyres organisation i huvudstaden.

## Utmärkelser
- Dannebrogsmännens hederstecken,  26 maj 1892[3][4]
- Kommendör av Dannebrogorden,  6 mars 1906[3][4]

[Redigera Wikidata]